# Cynoscion stolzmanni
Cynoscion stolzmanni es una especie de pez de la familia Sciaenidae en el orden de los Perciformes.

## Morfología
Los machos pueden llegar alcanzar los 115 cm de longitud total y 9.520 g de peso.

## Alimentación
Come principalmente peces pequeños y gambas.

## Hábitat
Es un pez de clima tropical y demersal.

## Distribución geográfica
Se encuentra en el Pacífico oriental: desde el Golfo de California hasta el Perú.

## Observaciones
Es inofensivo para los humanos.